# THE EVERLASTING -魂宗久遠-
THE EVERLASTING -魂宗久遠-（ジ・エバーラスティング -こんそうくおん-）はLOUDNESSの27枚目のアルバム。

## 内容
2008年に他界した樋口宗孝の追悼を込めて、彼のドラムトラックを使用した。ただし、「I WONDER」のみは鈴木政行がLOUDNESSとしての初参加作品である。タイトルナンバーの「THE EVERLASTING」はLOUDNESSでは初となる高崎のリードボーカル。

## 収録曲
1. HIT THE RAILS
2. FLAME OF ROCK
3. I WONDER
4. THE EVERLASTING
5. LIFE GOES ON
6. LET IT ROCK
7. CRYSTAL MOON
8. CHANGE
9. ROCK INTO THE NIGHT
10. I'M IN PAIN
11. THUNDER BURN
12. DESPERATE RELIGION

作詞：二井原実　作曲・編曲：高崎晃(#ALL)

## 参加ミュージシャン
- 二井原実 - ボーカル
- 高崎晃 - ギター、作詞、作曲、編曲
- 山下昌良 - ベース
- 鈴木政行 - ドラム